# .ie
.ie는 아일랜드의 인터넷 국가 코드 최상위 도메인이다. IE Domain Registry에서 관리한다. 사용 웹사이트가 100,000개를 넘었다.
2000년부터 도메인 레지스트리 관리 업무는 IE Domain Registry Limited에서 처리해 왔다. 도메인 이름 등록은 아일랜드 섬의 모든 지역에 거주하거나 그 지역과 중요한 관계가 있는 개인에게 개방되어 있다.

## 역사
.ie는 1988년 1월 27일에 등록되었으며 1년 후 존 포스텔(Jon Postel)은 당시 데니스 제닝스(Dennis Jennings)가 이끄는 유니버시티 칼리지 더블린의 컴퓨팅 서비스 컴퓨터 센터에 .ie 도메인 이름 등록을 위임했다. 2000년에 .ie 도메인 관리는 UCD에 의해 새로운 회사인 IE Domain Registry Limited에 하위 위임되었다.
유니버시티 칼리지 더블린의 컴퓨팅 서비스 컴퓨터 센터는 .ie 도메인에 대한 IANA의 후원 조직으로 남아 있다.